# HD188398
HD188398 — хімічно пекулярна зоря спектрального класу F4, що має видиму зоряну величину в смузі V приблизно  8,6.
Вона  розташована на відстані близько 865,1 світлових років від Сонця.